# Marcos Cabot
Marcos Cabot Domínguez (Montevideo, 5 luglio 1989) è un cestista uruguaiano.

## Carriera
Con l'Uruguay ha disputato i Campionati americani del 2013.